# Павлов, Василий Павлович
Василий Павлович Павлов (1910— 3 апреля 1962) — начальник Управления НКВД по Калининской области, генерал-майор (1945), (1948—1951) — заместитель начальника главного Управления «Дальстрой» МВД СССР, (1952)- начальник «Вытеграгидрострой» МВД СССР, (1953) - начальник «Омскстрой» МВД СССР, (1960) - заместитель директора Всесоюзного научно исследовательского института методики и техники разведки.

## Биография
В 1935 с отличием окончил Ленинградский горный институт, получив специальность инженера-геолога. С 1936 по 1938 учился в аспирантуре и одновременно работал в тресте «Гидроэнергопроект» в должности старшего инженера и инженера-специалиста, в должности начальника группы изысканий под строительство Куйбышевской и Камской ГЭС.
В 1938 по решению ЦК ВКП(б) был мобилизован на учёбу в центральную школу НКВД. С 4 декабря 1939 назначен заместителем начальника, а с марта 1941 начальником Управления НКВД по Калининской области. В должности начальника Управления НКВД находился до 31 июля 1941. С 1 августа 1941 был назначен начальником военно-полевого строительства: стал одним из руководителей строительства оборонительных сооружений на подступах к Москве и Ленинграду. Награждён медалями «За оборону Ленинграда» и «За оборону Москвы». С мая 1942 до 7 мая 1943 находился на должности заместителя начальника Управления НКВД по Калининской области, после чего вернулся на должность начальника, где работал до 26 июля 1945. С августа по сентябрь 1943 воевал в партизанском отряде, участвовал в операции «Рельсовая война». Награждён медалями «Партизану Отечественной войны» II степени и «За боевые заслуги». Инженерные разработки Павлова В. П. применялись при подводном форсировании рек танками в 1945 (первый опыт в мире в боевых условиях). Награждён Орденом Красного Знамени и двумя Орденами Красной Звезды, присвоено звание генерал-майор (в 35 лет). В 1948—1951 по решению Совета Министров СССР работал в должности заместителя начальника главного Управления «Дальстрой» МВД СССР, в 1952 назначен начальником «Вытеграгидрострой» МВД СССР, в 1953 назначен начальником «Омскстрой» МВД СССР. В 1948—1950 Павлов В. П. использовал своё служебное положение для помощи репрессированным и их детям, принимая в комсомол детей (что в то время было невозможно), без чего нельзя было поступить в институт и получить высшее образование. В этом участвовала жена Павлова В. П.: Павлова Валентина Карповна. Так Павловы помогли писателю Василию Павловичу Аксенову, о чём Василий Аксенов вспоминал в 1993 в авторской передаче Эльдара Рязанова «Разговоры на свежем воздухе» и в своей статье в журнале «Караван историй».
В 1960 Павлов В. П. вышел в отставку и работал в Ленинграде в должности заместителя директора Всесоюзного научно-исследовательского института методики и техники разведки. Павлов В. П. руководил проектом по сверхглубокому бурению скважин. После смерти Павлова В. П. в 1962, коллективу ученых за эту работу была присуждена Государственная премия СССР.

### Звания
- старший лейтенант государственной безопасности;
- капитан государственной безопасности, 04.06.1942;
- подполковник, 11.02.1943;
- полковник, 12.05.1943;
- комиссар государственной безопасности, 09.06.1945;
- генерал-майор, 09.07.1945.